# Cabezo de Alcalá
Cabezo de Alcalá (en aragonès: Cabezo d'Alcalá) és un conjunt arqueològic localitzat a la rodalia d'Azaila, a la comunitat d'Aragó (Espanya). El conjunt comprèn una acròpoli, diverses edificacions confrontants i una necròpoli cèltica.
Actualment, és considerat com a BIC (Bé d'Interès Cultural) (va ser declarat Monument historicoartístic pertanyent al Tresor Artístic Nacional mitjançant decret de 3 de juny de 1931).

## Història
L'acròpoli va ser inicialment poblada per celtes de la cultura dels camps d'urnes cap al segle ix aC. Van ocupar el cim altiplanat d'un tossal a la rodalia del riu Aguasvivas, que els proporcionava una fàcil defensa i una relativa proximitat a l'aigua. L'estratègica posició permetia controlar la vall d'aquest riu. També s'ha conservat la necròpoli, un camp d'urnes. La ciutat cèltica va ser destruïda durant les guerres púniques, cap al segle iii aC, i les seves restes es troben sota el nivell que es pot visitar.
Va ser reconstruïda per indígenes ibers, probablement sedetans. La ciutat s'estenia més enllà de l'acròpoli conservada, amb un barri comercial (conservat) i cases d'agricultors i classes més desfavorides extramurs. Aquests barris i cases no estan excavats i, en part, han estat destruïts per activitats agrícoles i econòmiques modernes. En total, es calcula una població aproximada d'uns 3.000 habitants. La població es va anar romanitzant gradualment, encara que mantenint el seu caràcter natiu.
La destrucció d'aquesta segona població va ser arran de les guerres civils romanes o guerres sertorianes. L'any 75 o 76 aC, les tropes de Pompeu van posar setge a la ciutat, partidària de Quint Sertori. Per poder entrar en el recinte emmurallat, van construir una rampa (agger) amb els materials de les cases dels barris externs i argamassa (caementicium). La rampa els va permetre travessar el fossat i les muralles, amb la qual cosa van aconseguir entrar destruint tot al seu pas. La ciutat no va tornar a reconstruir-se.
No es coneix el nom antic de la ciutat, encara que alguns dels investigadors han proposat que es tracta de Sedeisken, la capital dels sedetans, i uns altres situen aquí la Seca de Belikiom. Últimament, es tendeix a negar aquesta possibilitat a causa que l'existència de la ciutat de Sedeisken es coneix per inscripcions monetàries i a Cabezo d'Alcalá no es va encunyar moneda. A part de marques de terrissaire en les magnífiques ceràmiques trobades, no s'han trobat altres textos d'importància.

## L'estudi arqueològic

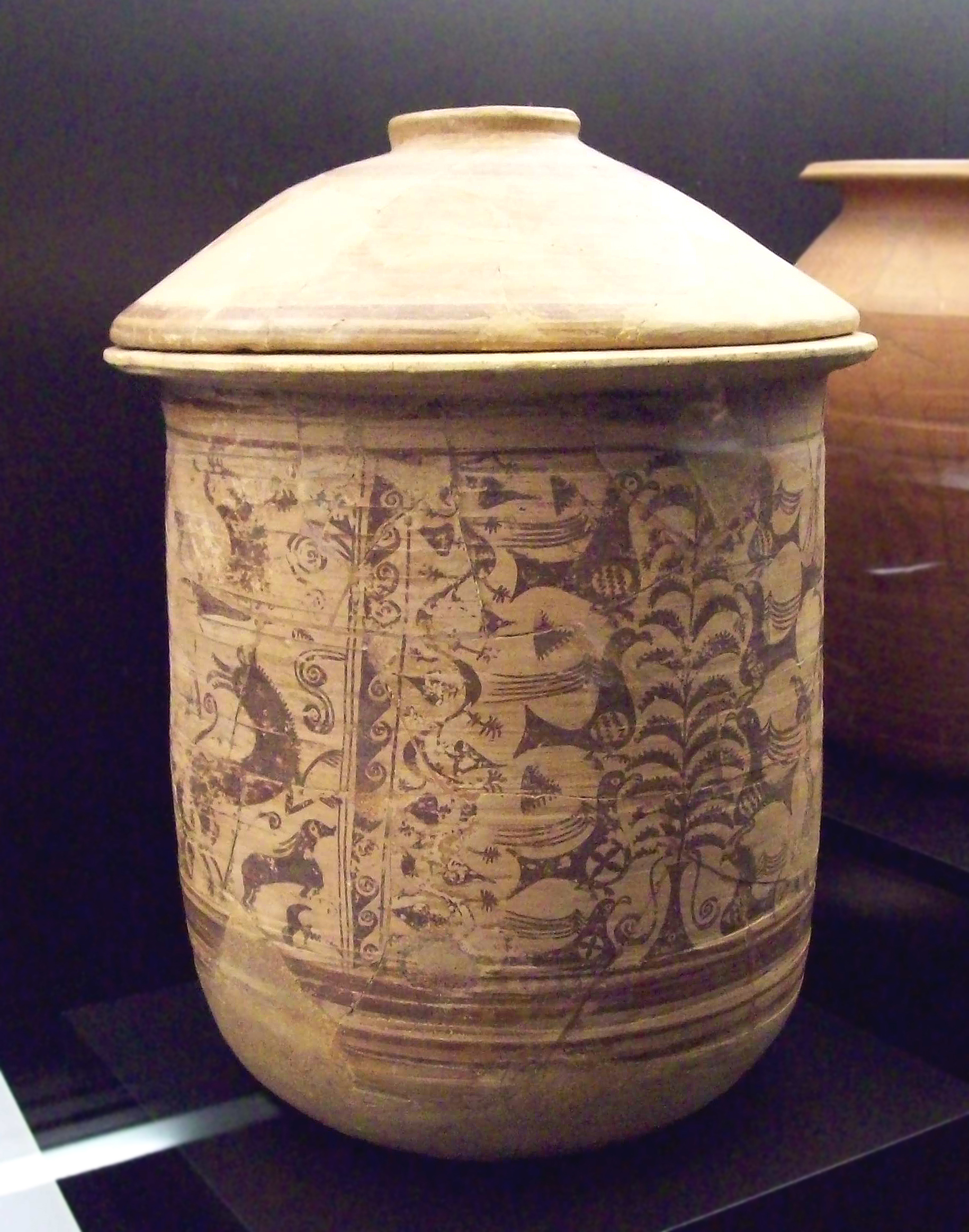
Càlat iber del trobat a Cabezo d'Alcalá (MAN, Madrid)

El jaciment va ser descobert el 1885 per Pablo Gil i Gil, que va trobar gran quantitat de ceràmica pintada en el turó. Va atribuir correctament la ceràmica als ibers i va reconèixer la influència hel·lènica en la pintura. Pierre Paris va comprar més tard algunes de les ceràmiques per al Louvre, amb la qual cosa el jaciment trobaria reconeixement mundial.
Des del 1919, Juan Cabré Aguiló excava científicament el Cabezo d'Alcalá i ho farà, amb una interrupció durant la Guerra Civil, fins al 1944. Cabré va publicar les seves nombroses troballes en diverses obres, entre les quals destaca La cerámica de Azaila.
A partir dels anys 1960, Antonio Beltrán Martínez i Miguel Beltrán Lloris continuaran les excavacions. Els estudis de tots dos arqueòlegs han permès obtenir l'estat actual del coneixement del jaciment.

## El jaciment
L'entrada a l'acròpoli es realitza a través d'un petit pont que travessa el fossat de la segona muralla. Actualment de formigó, en el seu moment era de pedra, amb la part central de fusta, desmuntable (no llevadís) en cas d'atac.

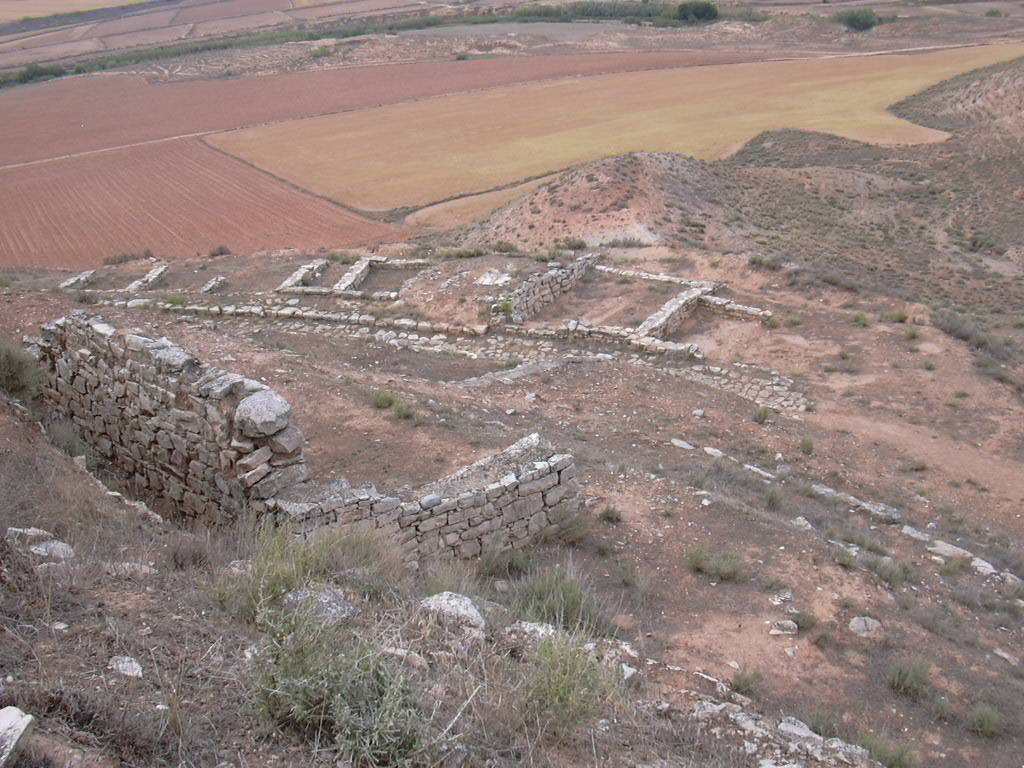
Barri comercial extramurs, amb carrer empedrat al centre

Es puja per un camí en ziga-zaga fins a l'aljub de 660.000 litres de capacitat i 10 metres de profunditat, al qual desemboquen els carrers de la població, recollint així l'aigua de la pluja. L'aljub té parets de pedra que van estar arrebossades per fer-lo impermeable. L'aigua de l'aljub era usada només en cas de sequera o de setge, encara que més tard es creu que també es va usar per a les termes. L'aigua per a ús diari era recollida en el riu Aguasvivas, a uns centenars de metres del poblat.
La ciutat és allargada i s'estén al llarg del cim del promontori. Un carrer central, al qual desemboquen els altres, la recorre de punta a punta. Els carrers són d'estil romà: empedrats i amb voreres als costats. En la part més alta, en un dels extrems, es troben les restes de dues torres de vigilància que se superposen amb una superestructra de fusta. Darrere de les torres, es trobava un edifici relativament gran que es creu que serviria de caserna. Es creu que la zona era la posició més fortificada de la ciutat.

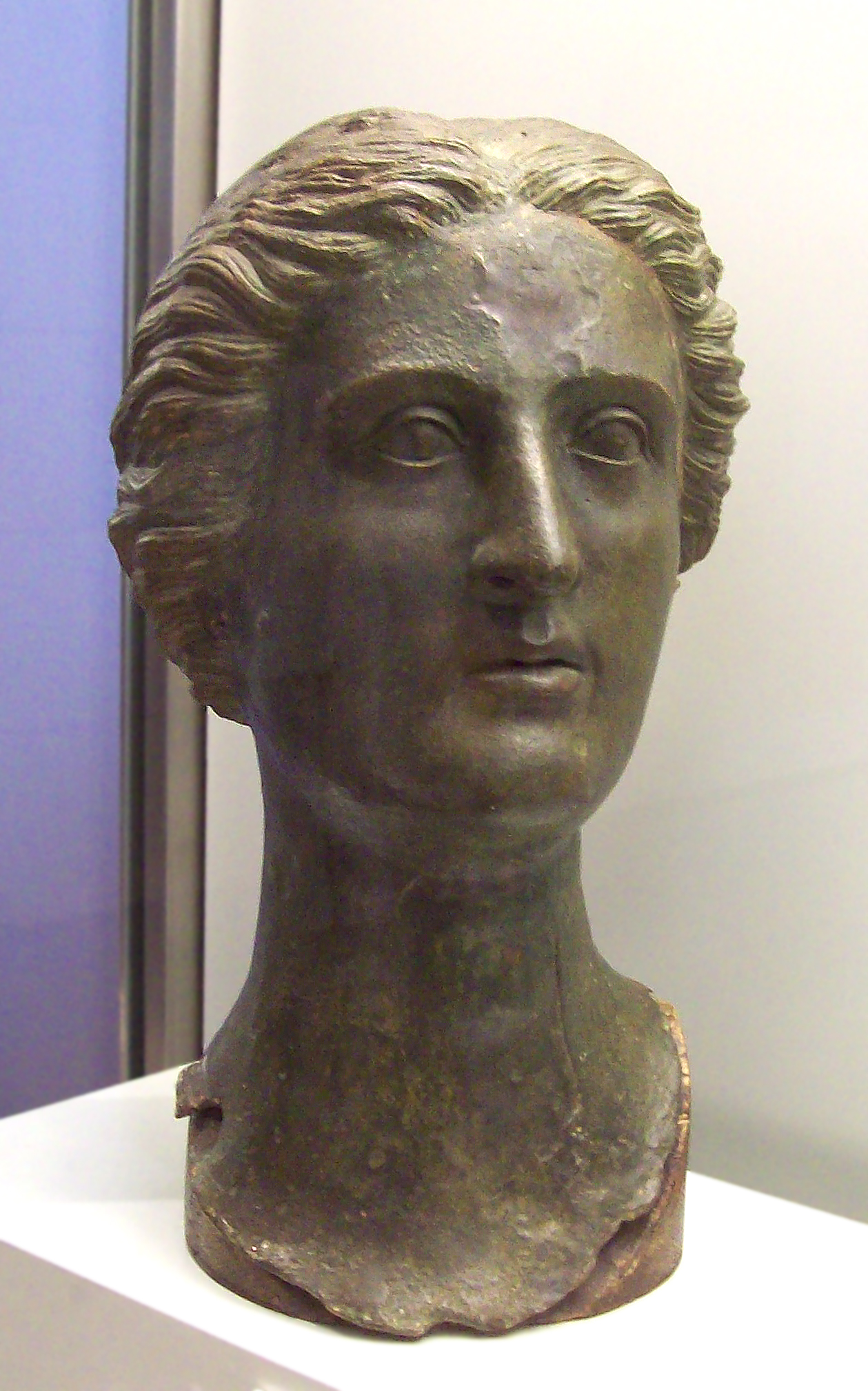
Cap femení romà (MAN, Madrid)
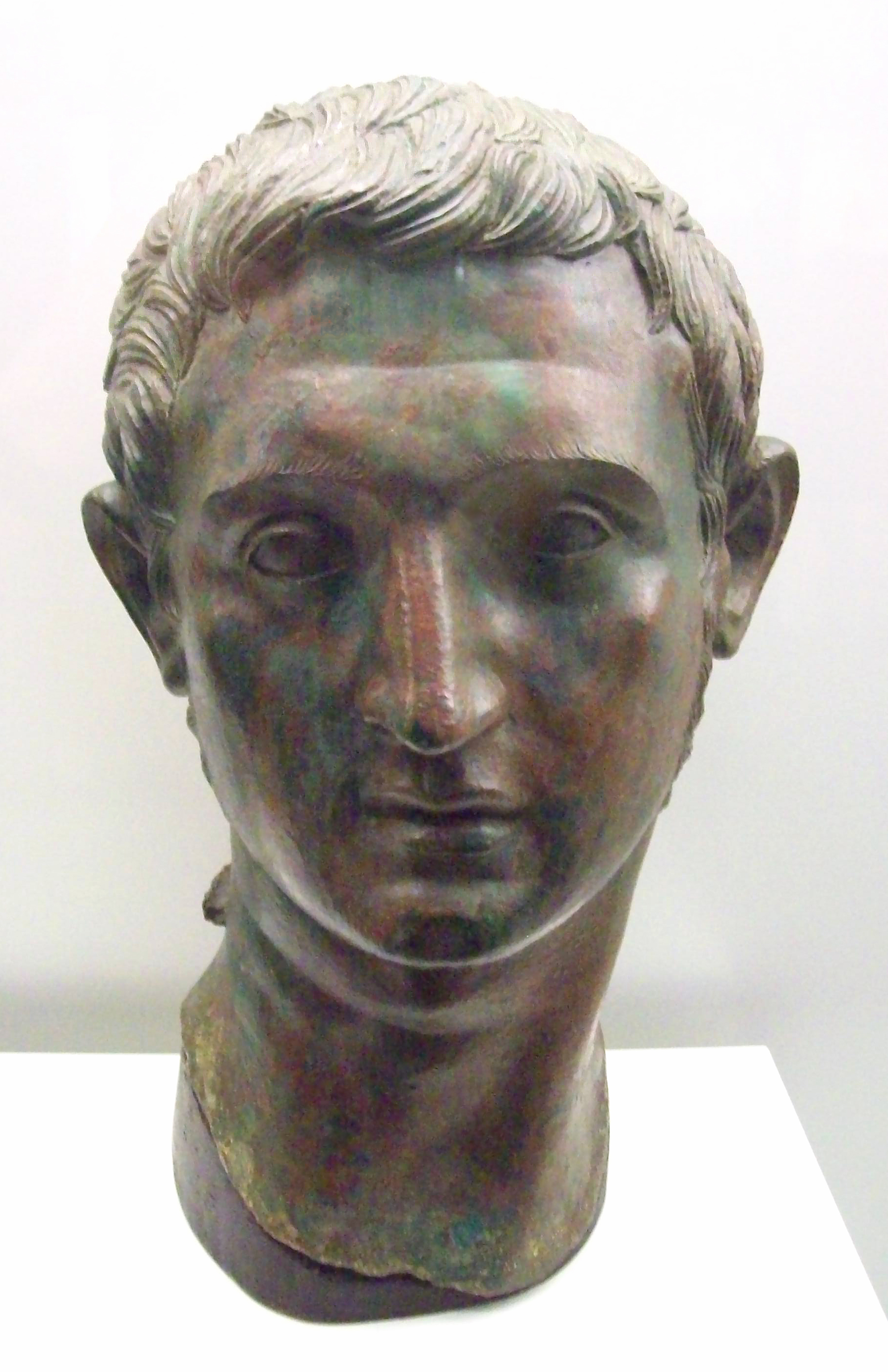
Cap masculí romà (MAN)

El barri comercial es troba fora del primer recinte mural. Les tendes es distribueixen al llarg d'un carrer empedrat a dreta i esquerra. El molí, en canvi, no es troba al barri comercial, sinó en l'acròpoli, en el que s'ha anomenat la fleca. Encara es poden observar les pedres de molí utilitzades.

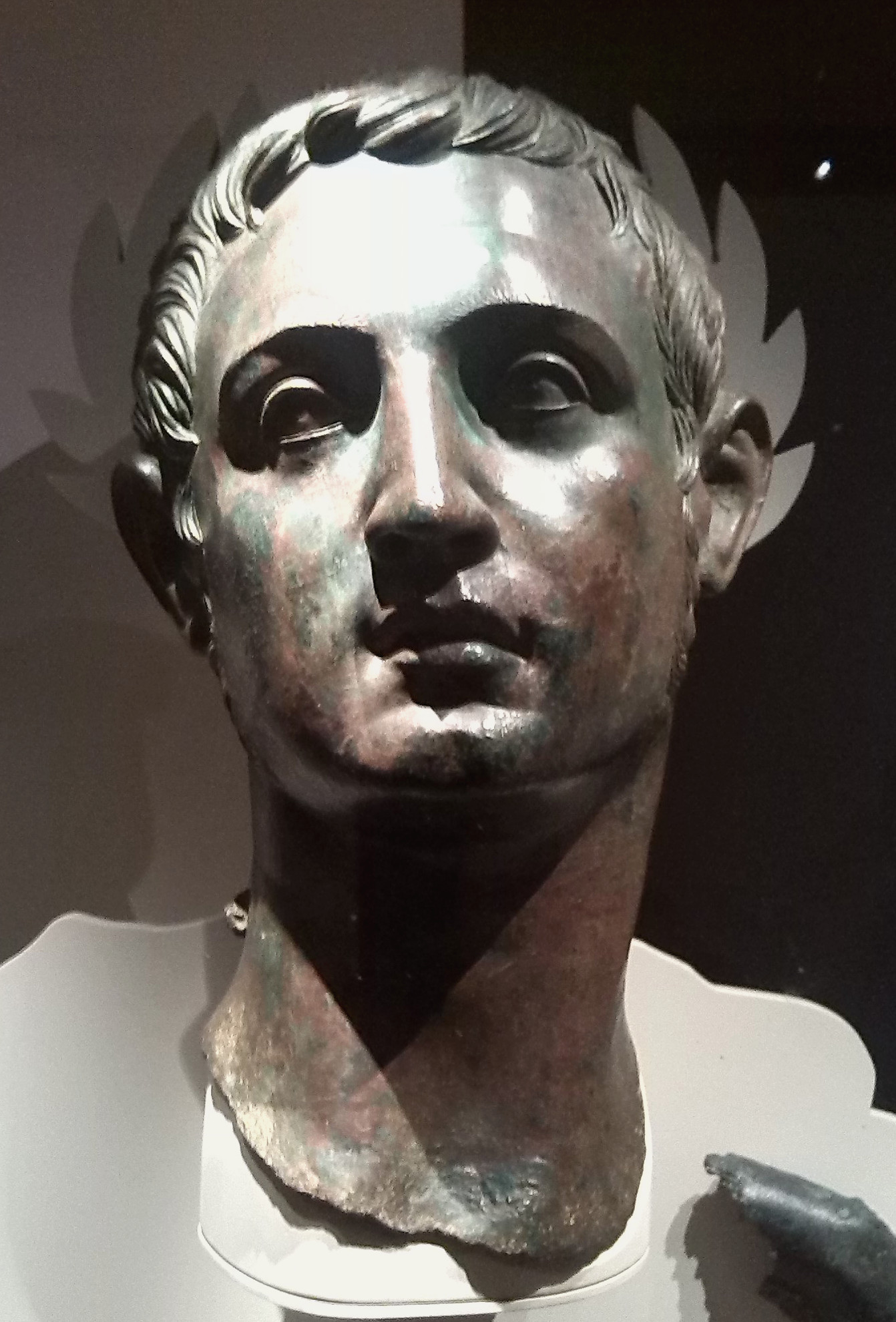
Cap de bronze iberoromà (aC-). Representa un jove cap local iber divinitzat. Influït per l'escultura romana, imita les representacions de Pompeu. Va aparèixer al costat d'un altre de femení (MAN, inv. 32645) que representava Niké, en el santuari gentilici (temple B). Formaven part d'un grup en el qual la dea de la victòria posava una corona al jove que subjectava per les regnes un cavall. Es conserven altres parts del seu cos: peus, mans, i restes de la seva vestimenta (inv. 1943/69/753, 754 i 756 a 766). Mostra la romanització experimentada pels pobles ibèrics de la zona a la fi del

### El temple
El temple es troba en l'encreuament del carrer d'entrada amb el carrer principal. És un recinte petit dividit per una tarima en la qual es troben quatre buits. Es creu que els buits corresponen als llocs en els quals estaven ancorades diverses estàtues de bronze. Del conjunt, es conserven un cap femení i un de masculí que actualment es troben al Museu Arqueològic Nacional (es poden veure còpies al Centre d'Interpretació d'Azaila). Es creu, donades les petjades en la roca que conformava el sòl, que formaven un conjunt escultòric en el qual un jove noble local, heroic i lluint una estètica romana a imitació de la de Pompeu, tira d'un cavall mentre és coronat per una figura femenina, possiblement la dea romana Victòria (Niké) o algun equivalent local, que es trobava suspesa en l'aire (lloc en què falten les marques corresponents a aquesta estàtua).
El sòl va estar decorat amb opus signinum i les parets amb frescs imitant carreus de pedra, realitzats pel que sembla per artistes itàlics.
Durant la Guerra Civil espanyola, es va convertir el temple en refugi antiaeri, la qual cosa va comportar grans danys i la pèrdua de les poques pintures que s'havien conservat. En el graó d'entrada, fins i tot es va gravar "VISQUI LA CNT", que encara es poden llegir actualment.

### Les termes

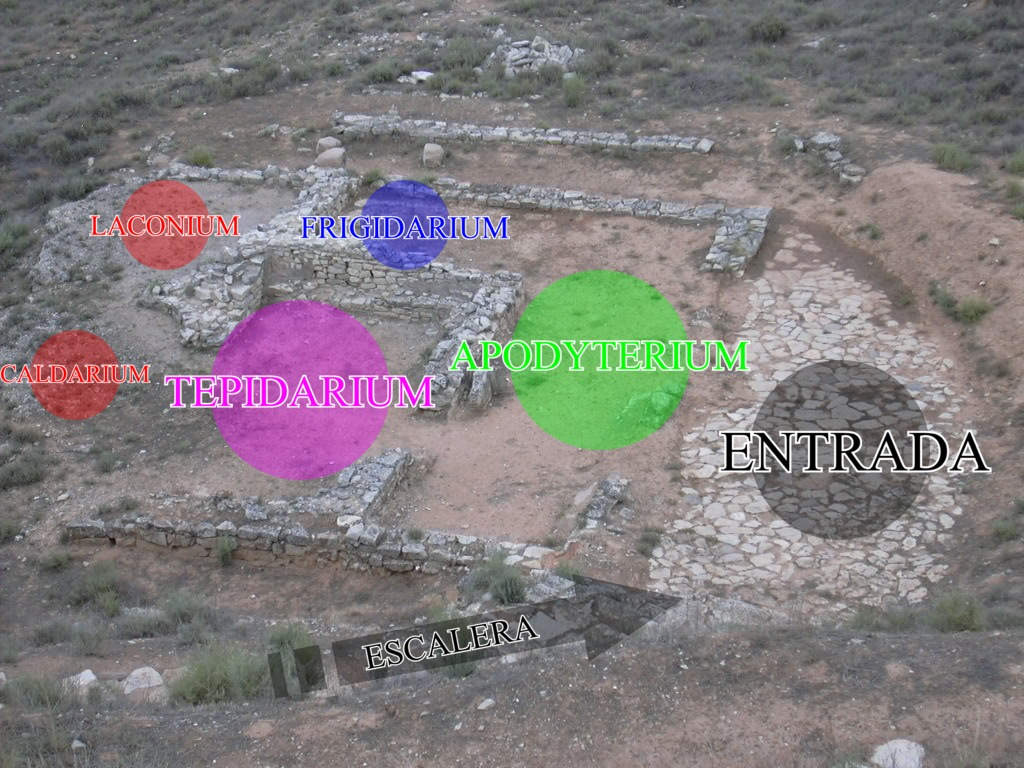
Termes vistes des de l'acròpoli

Les termes, datades entre els segles I i II aC, són de les més antigues que s'han descobert a la península Ibèrica. Es troben extramurs i es comuniquen amb la ciutat a través d'unes escales. S'entrava pels vestuaris, a la dreta dels quals es trobava el frigidarium. El tepidarium es trobava darrere dels vestuaris i, darrere, dues habitacions, que contindrien el caldarium i els banys de vapor. Existia possiblement també un gimnàs (palestra) al costat del tepidarium.
Les calderes es trobaven en el costat del frigidarium, allunyades de l'acròpoli.
L'aigua, es creu que provenia de l'aljub a través d'algun tipus de canalització que ha desaparegut.

### Les cases
Les cases iberes normals eren d'uns 40 m². Habitualment de tres habitacions, podien tenir fins a quatre en famílies riques. La primera habitació, al costat de l'entrada, era la cuina. Es trobava prop de la porta per facilitar la ventilació, ja que, malgrat les petites finestres i la xemeneia, la ventilació era deficient. Després de la porta d'entrada, es trobava la sala principal en la qual es feia la vida diària. Al fons el dormitori, que en el cas de famílies riques en podien ser dos.

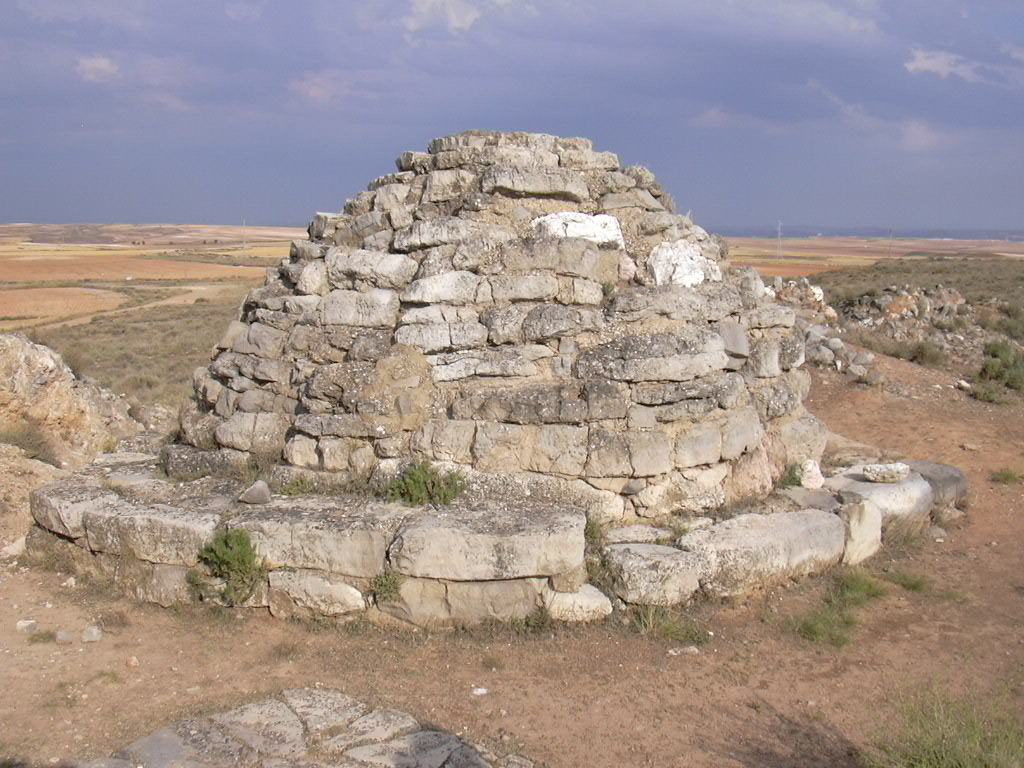
Tomba ibèrica

La romanització de la ciutat va portar les modes de l'imperi també en la construcció. Els habitants més rics van fer les seves cases amb un pati central i les dependències al seu voltant: cuina, dormitoris, menjador, tablinum, etc.
La casa del règul local és molt més gran que les habituals, uns 300 m². Està realitzada a l'estil romà, més "modern", amb un pati central al voltant del qual es distribueixen les habitacions.
Entre les cases, distribuïdes en illes, es troben magatzems i grans habitacions plenes de gerres. També s'ha trobat un molí de pedra per a cereals en el que es creu que era l'antiga fleca.

### La tomba ibèrica
Entre les restes de la rampa realitzada per les tropes de Pompeu, s'ha excavat una tomba ibera, l'única conservada. És una cúpula de pedres sobre un sòcol quadrat situat a la vora d'un camí empedrat de sortida de la ciutat.